# ГЕС Луогу
ГЕС Луогу (洛古水电站) — гідроелектростанція у центральній частині Китаю в провінції Сичуань. Знаходячись перед ГЕС Liánbǔ, входить до складу каскаду на річці Xīxīhé, лівій притоці Дзинші (верхня течія Янцзи).
В межах проекту річку перекрили греблею із ущільненого котком бетону висотою 78 метрів, довжиною 225 метрів та шириною по гребеню 8 метрів. Вона утримує водосховище з об'ємом 37,3 млн м3 та припустимим коливанням рівня поверхні у операційному режимі між позначками 2030 та 2043 метра НРМ.
Зі сховища через правобережний гірський масив прокладено дериваційний тунель довжиною 15,9 км, виконаний в діаметрах 5,2 та 4 метра. Він переходить у напірний водовід довжиною 1 км з діаметром 2,8 метра.
Основне обладнання станції становлять дві турбіни типу Френсіс потужністю по 55 МВт.
Видача продукції відбувається по ЛЕП, розрахованій на роботу під напругою 220 кВ.